# Sultanes del sur
Sultanes del Sur (Brasil: Sultões do Sul ) é um filme mexicano/hispânico/argentino, de 2007, dos gêneros ação e policial, dirigido por Alejandro Lozano, roteirizado por Tony Dalton, música de Xavier Capellas.

## Sinopse
Grupo de ladrões, após um bem sucedido assalto no México, foge para Buenos Aires, onde se vêem atacados por dois grupos diferentes de marginais.

## Elenco
- Tony Dalton ....... Carlos Sanchez
- Jordi Mollà ....... Leonardo Batiz
- Ana de la Reguera ....... Monica Silvari
- Silverio Palacios ....... Leserio Dominguez
- Celso Bugallo ....... El Tejano
- Oscar Alegre .......  Pablo Benes
- Juan Carlos Remolina .......  Juan
- Brian Maya